# Ciclismo nos Jogos Olímpicos de Verão de 2024 - Cross-country feminino
A prova do cross-country feminino do ciclismo nos Jogos Olímpicos de Verão de 2024 ocorreu em 28 de julho de 2024 na Colina d'Élancourt, no departamento de Yvelines. Um total de 36 ciclistas de 28 Comitês Olímpicos Nacionais (CON) participaram do evento.

## Qualificação
Cada Comitê Olímpico Nacional poderia inscrever até três ciclistas qualificadas no cross-country. As vagas foram atribuídas ao CON, que seleciona as ciclistas. A qualificação se deu principalmente por meio do Ranking Mundial da União Ciclística Internacional (UCI) até 17 de outubro de 2023.
O segundo caminho para a qualificação foram através dos torneios continentais da África, Américas e Ásia; o melhor CON de cada torneio (que ainda não havia conquistado uma vaga) recebeu a classificação. O terceiro caminho foi pelo Campeonato Mundial de Ciclismo de Montanha de 2023, com os dois primeiros CONs ainda sem uma vaga nas categorias Elite e Sub-23 ganhando um lugar. As vagas restantes foram atribuídas pelo princípio de universalidade e realocações.

## Formato
A competição é disputada em uma corrida em massa de sete voltas, com uma fase única já valendo pela disputa de medalhas. O percurso de mountain bike tem 4,4 quilômetros (2,7 milhas) de extensão, com mudanças repentinas na elevação, trilhas estreitas de terra e seções rochosas. Ciclistas com tempos 80% mais lentos do que o líder na primeira volta são eliminados.

## Calendário
Horário local (UTC+2)
| Dia                 | Horário | Fase  |
| ------------------- | ------- | ----- |
| 28 de julho de 2024 | 14:10   | Final |

## Medalhistas
| Ouro   | FRA Pauline Ferrand-Prévot |
| Prata  | USA Haley Batten           |
| Bronze | SWE Jenny Rissveds         |

## Resultados
As primeiras colocadas após sete voltas pelo percurso conquistam as medalhas.
| Pos.              | Bib | Ciclista               | CON                | Tempo   | Dif.   |
| ----------------- | --- | ---------------------- | ------------------ | ------- | ------ |
| Medalha de ouro   | 4   | Pauline Ferrand-Prévot | FRA França         | 1:26:02 |        |
| Medalha de prata  | 11  | Haley Batten           | USA Estados Unidos | 1:28:59 | +2:57  |
| Medalha de bronze | 12  | Jenny Rissveds         | SWE Suécia         | 1:29:04 | +3:02  |
| 4                 | 3   | Puck Pieterse          | NED Países Baixos  | 1:29:25 | +3:23  |
| 5                 | 13  | Evie Richards          | GBR Grã-Bretanha   | 1:29:29 | +3:27  |
| 6                 | 10  | Laura Stigger          | AUT Áustria        | 1:30:15 | +4:13  |
| 7                 | 2   | Alessandra Keller      | SUI Suíça          | 1:30:43 | +4:41  |
| 8                 | 15  | Sammie Maxwell         | NZL Nova Zelândia  | 1:30:43 | +4:41  |
| 9                 | 18  | Anne Terpstra          | NED Países Baixos  | 1:31:35 | +5:33  |
| 10                | 35  | Blanka Vas             | HUN Hungria        | 1:31:42 | +5:40  |
| 11                | 21  | Chiara Teocchi         | ITA Itália         | 1:31:52 | +5:50  |
| 12                | 6   | Savilia Blunk          | USA Estados Unidos | 1:31:52 | +5:50  |
| 13                | 14  | Rebecca Henderson      | AUS Austrália      | 1:32:44 | +6:42  |
| 14                | 7   | Martina Berta          | ITA Itália         | 1:32:50 | +6:48  |
| 15                | 19  | Caroline Bohe          | DEN Dinamarca      | 1:33:11 | +7:09  |
| 16                | 22  | Nina Benz              | GER Alemanha       | 1:33:43 | +7:41  |
| 17                | 28  | Isabella Holmgren      | CAN Canadá         | 1:33:43 | +7:41  |
| 18                | 8   | Mona Mitterwallner     | AUT Áustria        | 1:34:44 | +8:42  |
| 19                | 17  | Janika Lõiv            | EST Estônia        | 1:35:05 | +9:03  |
| 20                | 9   | Candice Lill           | RSA África do Sul  | 1:35:33 | +9:31  |
| 21                | 23  | Sina Frei              | SUI Suíça          | 1:35:34 | +9:32  |
| 22                | 34  | Wu Zhifan              | CHN China          | 1:36:07 | +10:05 |
| 23                | 31  | Ella Maclean-Howell    | GBR Grã-Bretanha   | 1:36:26 | +10:24 |
| 24                | 24  | Sofie Heby Pedersen    | DEN Dinamarca      | —       | -1 LAP |
| 25                | 27  | Emeline Detilleux      | BEL Bélgica        | —       | -1 LAP |
| 26                | 16  | Yana Belomoina         | UKR Ucrânia        | —       | -1 LAP |
| 27                | 20  | Paula Gorycka          | POL Polônia        | —       | -2 LAP |
| 28                | 29  | Raiza Goulão           | BRA Brasil         | —       | -2 LAP |
| 29                | 26  | Raquel Queirós         | POR Portugal       | —       | -2 LAP |
| 30                | 30  | Tanja Žakelj           | SLO Eslovênia      | —       | -2 LAP |
| 31                | 25  | Adéla Holubová         | CZE Chéquia        | —       | -2 LAP |
| 32                | 33  | Urara Kawaguchi        | JPN Japão          | —       | -3 LAP |
| 33                | 32  | Érika Rodríguez        | MEX México         | —       | -4 LAP |
| 34                | 37  | Jazilla Mwamikazi      | RWA Ruanda         | —       | -5 LAP |
| —                 | 5   | Loana Lecomte          | FRA França         | DNF     | DNF    |
| —                 | 36  | Aurelie Halbwachs      | MRI Maurício       | DNF     | DNF    |